# Elissa Knight
Elissa Knight (Santa Cruz, 15 aprile 1975) è una doppiatrice statunitense. Il suo primo ruolo importante è stato quello del robot EVE nel film del 2008 WALL-E. Nel film la sua voce è modificata digitalmente dal tecnico del suono Ben Burtt.
Dopo aver lavorato come assistente per la Pixar, ha fatto il suo primo doppiaggio a 30 anni nel 2006 con Cars - Motori ruggenti, dove interpreta Tia, una delle due Mazda Miata gemelle, fan di numerose automobili nel film.

## Filmografia
- Cars - Motori ruggenti (2006)
- Ratatouille (2007)
- WALL-E (2008)
- BURN-E (2008)
- Cars Toons (2008)
- TRACY (2009)
- Monsters University (2013)

## Videogiochi
- Toy Story 3: Il videogioco (2010)